# Episodi di Bonanza (quinta stagione)
La quinta stagione della serie televisiva Bonanza è andata in onda negli Stati Uniti dal 22 settembre 1963 al 24 maggio 1964 sulla NBC.
| nº | Titolo originale                   | Prima TV USA      | Titolo italiano | Prima TV Italia |
| -- | ---------------------------------- | ----------------- | --------------- | --------------- |
| 1  | She Walks in Beauty                | 22 settembre 1963 |                 |                 |
| 2  | A Passion for Justice              | 29 settembre 1963 |                 |                 |
| 3  | Rain from Heaven                   | 6 ottobre 1963    |                 |                 |
| 4  | Twilight Town                      | 13 ottobre 1963   |                 |                 |
| 5  | The Toy Soldier                    | 20 ottobre 1963   |                 |                 |
| 6  | A Question of Strength             | 27 ottobre 1963   |                 |                 |
| 7  | Calamity over the Comstock         | 3 novembre 1963   |                 |                 |
| 8  | Journey Remembered                 | 10 novembre 1963  |                 |                 |
| 9  | The Quality of Mercy               | 17 novembre 1963  |                 |                 |
| 10 | The Waiting Game                   | 8 dicembre 1963   |                 |                 |
| 11 | The Legacy                         | 15 dicembre 1963  |                 |                 |
| 12 | Hoss and the Leprechauns           | 22 dicembre 1963  |                 |                 |
| 13 | The Prime of Life                  | 29 dicembre 1963  |                 |                 |
| 14 | The Lila Conrad Story              | 5 gennaio 1964    |                 |                 |
| 15 | Ponderosa Matador                  | 12 gennaio 1964   |                 |                 |
| 16 | My Son, My Son                     | 19 gennaio 1964   |                 |                 |
| 17 | Alias Joe Cartwright               | 26 gennaio 1964   |                 |                 |
| 18 | The Gentleman from New Orleans     | 2 febbraio 1964   |                 |                 |
| 19 | The Cheating Game                  | 9 febbraio 1964   |                 |                 |
| 20 | Bullet for a Bride                 | 16 febbraio 1964  |                 |                 |
| 21 | King of the Mountain               | 23 febbraio 1964  |                 |                 |
| 22 | Love Me Not                        | 1º marzo 1964     |                 |                 |
| 23 | The Pure Truth                     | 8 marzo 1964      |                 |                 |
| 24 | No Less a Man                      | 15 marzo 1964     |                 |                 |
| 25 | Return to Honor                    | 22 marzo 1964     |                 |                 |
| 26 | The Saga of Muley Jones            | 29 marzo 1964     |                 |                 |
| 27 | The Roper                          | 5 aprile 1964     |                 |                 |
| 28 | A Pink Cloud Comes from Old Cathay | 12 aprile 1964    |                 |                 |
| 29 | The Companeros                     | 19 aprile 1964    |                 |                 |
| 30 | Enter Thomas Bowers                | 26 aprile 1964    |                 |                 |
| 31 | The Dark Past                      | 3 maggio 1964     |                 |                 |
| 32 | The Pressure Game                  | 10 maggio 1964    |                 |                 |
| 33 | Triangle                           | 17 maggio 1964    |                 |                 |
| 34 | Walter and the Outlaws             | 24 maggio 1964    |                 |                 |

## She Walks in Beauty
- Prima televisiva: 22 settembre 1963
- Diretto da: Don McDougall
- Scritto da: William L. Stuart

### Trama
- Guest star: Phil Chambers (titolare del negozio), Jeanne Cooper (Amelia Miller), Gena Rowlands (Regan Miller), Robert Adler (Charlie), Craig Duncan (conducente del calesse)

## A Passion for Justice
- Prima televisiva: 29 settembre 1963
- Diretto da: Murray Golden
- Scritto da: Peter Packer

### Trama
- Guest star: E. J. Andre (cittadino), Sydney Smith (giudice), Alice Frost (cittadina), Don Washbrook (Tim), Charles Irving (Rogers), Jonathan Harris (Charles Dickens), Frank Albertson (Sam Walker), Clegg Hoyt (cittadino), Victor Maddern (Dan Stoker), James Stone (pubblico ministero)

## Rain from Heaven
- Prima televisiva: 6 ottobre 1963
- Diretto da: Lewis Allen
- Scritto da: Robert Vincent Wright

### Trama
- Guest star: Phil Chambers (Abe), Mickey Sholdar (Jube Weems), Herbert Lytton (Fred), John Anderson (Tulsa Weems), Claudia Bryar (Mrs. Weems), Eileen Chesis (Mary Beth Weems), Mary Newton (Mrs. Crane)

## Twilight Town
- Prima televisiva: 13 ottobre 1963
- Diretto da: John Florea
- Scritto da: Cy Chermak

### Trama
- Guest star: Davey Davison (Louise Corman), Michael T. Mikler (Felix Matthews/fuorilegge), Andy Albin (capostazione), Joseph Breen (cittadino), Doris Dowling (Katie O'Brien), Stacy Harris (Mr. Corman), Walter Coy (Masterson), Don Dillaway (Clem)

## The Toy Soldier
- Prima televisiva: 20 ottobre 1963
- Diretto da: Tay Garnett
- Scritto da: Warren Douglas

### Trama
- Guest star: Trevor Bardette (Scotty (Bartender), Morgan Woodward (McDermott), Quinn Redeker (Rollie), Donna Martell (Esther Callan), Michael Keep (Johnny), Philip Abbott (James Callan)

## A Question of Strength
- Prima televisiva: 27 ottobre 1963
- Diretto da: Don McDougall
- Scritto da: Frank Cleaver

### Trama
- Guest star: John Kellogg (Stager), Raymond Guth (Toby), I. Stanford Jolley (Sam), Ilka Windish (madre Veronica), James Jeter (Wilson), Judy Carne (Sorella Mary Kathleen)

## Calamity over the Comstock
- Prima televisiva: 3 novembre 1963
- Diretto da: Charles Rondeau
- Scritto da: Warren Douglas

### Trama
- Guest star: Christopher Dark (Doc Holliday), Fifi D'Orsay (Babette), Big John Hamilton (minatore), Russ Bender (Walt), Bern Hoffman (Bernie), Stefanie Powers (Calamity Jane)

## Journey Remembered
- Prima televisiva: 10 novembre 1963
- Diretto da: Irving J. Moore
- Scritto da: Anthony Lawrence

### Trama
- Guest star: John Frederick (Payne), Gene Evans (Lucas Rockwell), Inga Swenson (Inger Cartwright), Johnny Stephens (Young Adam), Kathleen O'Malley (Mrs. Payne), William Fawcett (Tulliver), Ken Lynch (Welks), Dee Carroll (Rachel), Kevin Hagen (Simon), Jack Big Head (indiano)

## The Quality of Mercy
- Prima televisiva: 17 novembre 1963
- Diretto da: Joseph H. Lewis
- Scritto da: Peter Packer

### Trama
- Guest star: Kitty Kelly (Mrs. Gibbons), Nancy Rennick (Sarah), Bob Miles (giocatore di carte), Bill Clark (John Dalgeish), Ed Prentiss (prete), Richard Rust (Seth Pruitt)

## The Waiting Game
- Prima televisiva: 8 dicembre 1963
- Diretto da: Richard Sarafin
- Scritto da: Ed Adamson

### Trama
- Guest star: Wayde Preston (Frank Dayton), Craig Duncan (cocchiere), Jackie Loughery ("Other Woman"), Katie Sweet (Peggy Dayton), Bill Quinn (Walt), Kathie Browne (Laura Dayton)

## The Legacy
- Prima televisiva: 15 dicembre 1963
- Diretto da: Bernard McEveety
- Scritto da: Anthony Wilson

### Trama
- Guest star: Will J. White (grosso cowboy), Percy Helton (Pete), Rory Stevens (Danny Page), Jeanne Baird (Jeanie Gannon), James Doohan (uomo del colonnello), John Mitchum (barista), Robert H. Harris (Dorman), Sandy Kevin (Billy Chapin), Phillip Pine (Gannon), James Best (Page), Bob Miles (aiutante di Chapin), Dayton Lummis (colonnello Chapin)

## Hoss and the Leprechauns
- Prima televisiva: 22 dicembre 1963
- Diretto da: John Florea
- Scritto da: Robert V. Barron

### Trama
- Guest star: Felix Silla (Leprechaun), Harry Monte (Leprechaun), Ray Teal (sceriffo Roy Coffee), Roger Arroyo (Leprechaun), Robert Sorrells (Charlie), Frank Delfino (Timothy), Clegg Hoyt (Dorsel), Sean McClory (Prof. James McCarthy), Nels Nelson (Leprechaun), Cosmo Sardo (barista)

## The Prime of Life
- Prima televisiva: 29 dicembre 1963
- Diretto da: Christian Nyby
- Scritto da: Peter Packer

### Trama
- Guest star: Melora Conway (Martha Fletcher), Bob Miles (taglialegna), Dan Riss (agente ferrovia), Roy Engel (dottore), Roy Jenson (Jesse), Ralph Moody (Gabe), Raymond Guth (Otis Watts), Butch Patrick (Jody Fletcher), Jay C. Flippen (Barney Fuller)

## The Lila Conrad Story
- Prima televisiva: 5 gennaio 1964
- Diretto da: Tay Garnett
- Scritto da: Preston Wood, George Waggner

### Trama
- Guest star: Stuart Randall (sceriffo Logan), C. Lindsay Workman (Mr. Jarvis), Don Kelly (Arnie Rimbeau), Scott Peters (Gabe Rimbeau), Andrew Duggan (giudice Knowlton), Don Haggerty (Dolph Rimbro), Cathy O'Donnell (Sarah Knowlton), Patricia Blair (Lila Conrad), Don Wilbanks (Bob)

## Ponderosa Matador
- Prima televisiva: 12 gennaio 1964
- Diretto da: Don McDougall
- Scritto da: Alex Sharp

### Trama
- Guest star: Tol Avery (Troutman), Holly Bane (proprietario saloon), Nestor Paiva (Senor Tenino), Frank Ferguson (Gigger Thurman), Marianna Hill (Dolores Tenino)

## My Son, My Son
- Prima televisiva: 19 gennaio 1964
- Diretto da: William F. Claxton
- Scritto da: Denne Bart Petitclerc

### Trama
- Guest star: Dee Pollock (Eden Saunders), Zon Murray (uomo della posse in camicia bianca), Sherwood Price (Carl Miller), Teresa Wright (Katherine Saunders)

## Alias Joe Cartwright
- Prima televisiva: 26 gennaio 1964
- Diretto da: Lewis Allen
- Scritto da: Robert Vincent Wright

### Trama
- Guest star: Owen Bush (Dugan), Hugh Sanders (Billings), Keenan Wynn (sergente O'Rourke), Joe Turkel (soldato Peters), Douglas Dick (capitano Merced), Dave Willock (impiegato dell'hotel), Bill Yeo (soldato)

## The Gentleman from New Orleans
- Prima televisiva: 2 febbraio 1964
- Diretto da: Don McDougall
- Scritto da: William Bruckner

### Trama
- Guest star: Harry Swoger (Amos Whittaker), Jean Willes (Molly), John Dehner (Jean Lafitte), Bern Hoffman (barista), Sheldon Allman (Betts), Joan Connors (Sally)

## The Cheating Game
- Prima televisiva: 9 febbraio 1964
- Diretto da: Joseph Sargent
- Scritto da: William L. Stuart

### Trama
- Guest star: Roy Barcroft (Dave Wilkins), Norman Leavitt (Al), Charles Seel (Mr. Weems), Lew Brown (Liege), Lincoln Demyan (Lane), Peter Breck (Ward Bannister), Katie Sweet (Peggy Dayton), Lee Henry (James Canfield), Kathie Browne (Laura Dayton), Robert Broyles (Tom)

## Bullet for a Bride
- Prima televisiva: 16 febbraio 1964
- Diretto da: Tay Garnett
- Scritto da: Tom Seller

### Trama
- Guest star: Denver Pyle (Marcus Caldwell), Gail Bonney (Mrs. Partridge), Steve Harris (Lon Caldwell), John Matthews (prete), Marlyn Mason (Tessa Caldwell)

## King of the Mountain
- Prima televisiva: 23 febbraio 1964
- Diretto da: Don McDougall
- Scritto da: Robert Sabaroff

### Trama
- Guest star: Ray Hemphill (cittadino), Billy M. Greene (negoziante), Slim Pickens (Big Jim Leyton), Bill Clark (Wesley), Byron Foulger (Parson), Robert Middleton (Grizzly Martingale), Laurie Mitchell (Julie Martingale), Bruce McFarlane (Harry)

## Love Me Not
- Prima televisiva: 1º marzo 1964
- Diretto da: Tay Garnett
- Scritto da: Frank Unger

### Trama
- Guest star: Ray Hemphill (ospite festa), Jack Big Head (capo), Bill Yeo (ospite festa), Anjanette Comer (Joan Wingate), Gene Tyburn (Tom), Wynn Pearce (John Turner)

## The Pure Truth
- Prima televisiva: 8 marzo 1964
- Diretto da: Don McDougall
- Scritto da: Lois Hire

### Trama
- Guest star: Raymond Guth (Al), Lloyd Corrigan (Jesse Simmons), Jay Lanin (Ward), Glenda Farrell (Miss Looney), Maudie Prickett (donna in banca), Stanley Adams (sceriffo Tate), Olan Soule (Herman)

## No Less a Man
- Prima televisiva: 15 marzo 1964
- Diretto da: Don McDougall
- Scritto da: Jerry Adelman

### Trama
- Guest star: John Kellogg (Wagner), Edward Faulkner (rapinatore di banche in camicia verde), Bob Miles (rapinatore di banche), Adrienne Marden (Mrs. Wilson), Justin Smith (Carter), Bill Corcoran (Jerry Wilson), Bill Zuckert (Browning), Parley Baer (Frank Amistead)

## Return to Honor
- Prima televisiva: 22 marzo 1964
- Diretto da: Don McDougall
- Scritto da: Jack Turley

### Trama
- Guest star: Bill Clark (Jenner), Ralph Montgomery (barista), Bob Miles as, Robert J. Wilke (Marshal Hollister), Guy Williams (Will Cartwright), Arch Johnson (Butler), Hugh Sanders (dottor Moore), Gregg Palmer (Gannett), I. Stanford Jolley (stalliere), James Tartan (cittadino)

## The Saga of Muley Jones
- Prima televisiva: 29 marzo 1964
- Diretto da: John Florea
- Scritto da: Robert V. Barron

### Trama
- Guest star: Bob Miles (cowboy nel saloon), Bill Clark (cowboy nel saloon), Bruce Yarnell (Muley Jones), Bern Hoffman (barista), Ralph Moody (capo White Bear), Strother Martin (Yuri), Ken Drake (Brave Pony), Jerome Cowan (Mr. Thornbridge), Jesse White (Eskey), Billy M. Greene (vecchio)

## The Roper
- Prima televisiva: 5 aprile 1964
- Diretto da: John Florea
- Scritto da: Peter Packer

### Trama
- Guest star: Donald Elson (Ed Wharton), Corey Allen (tenente Bancroft), Armand Alzamora (Fletch), Barbara Morrison (Kate Wharton), John Hubbard (dottore), Julie Sommars (Emma Hewitt), James Beck (Dolph), Guy Williams (Will Cartwright), Scott Marlowe (Lee Hewitt), Stephen Holmes (Charlie)

## A Pink Cloud Comes from Old Cathay
- Prima televisiva: 12 aprile 1964
- Diretto da: Don McDougall
- Scritto da: Lewis Clay

### Trama
- Guest star: Philip Ahn (Wang Sai), Holly Bane (Rod), Phil Chambers (titolare del negozio), William Fawcett (Rafe), Benson Fong (Na Shan), Marlo Thomas (Tai Lee)

## The Companeros
- Prima televisiva: 19 aprile 1964
- Diretto da: William F. Claxton
- Scritto da: John Hawkins, Ken Pettus

### Trama
- Guest star: Frank Silvera (Mateo Ibara), Guy Williams (Will Cartwright), Rodolfo Hoyos, Jr. (Luis), Rico Alaniz (Pacheco), Faith Domergue (Carla Ibara), Joe Yrigoyen (Santos), Pepe Hern (Maximo), Antony Carbone (Vincente), Roy Engel (dottor Martin)

## Enter Thomas Bowers
- Prima televisiva: 26 aprile 1964
- Diretto da: Murray Golden
- Scritto da: Murray Golden, Leon Benson, Jessica Benson

### Trama
- Guest star: Robert P. Lieb (Mr. Walker), Dorothy Neumann (Mrs. Wightman), Jeanne Determann (Minnie Watkins), Russ Bender (capostazione), George Petrie (impiegato dell'hotel), J. Edward McKinley (Charlie Simpson), Jason Wingreen (Luke), William Marshall (Thomas Bowers), Ken Renard (Jed), Ena Hartman (Caroline), Bill Clark (cittadino/scagnozzo in camicia rossa), Robert Adler (conducente della diligenza), Kelly Thordsen (Sam Cahill), Bob Miles (cittadino/scagnozzo in camicia blu), Alice Frost (Mrs. Gable(, Don Washbrook

## The Dark Past
- Prima televisiva: 3 maggio 1964
- Diretto da: Murray Golden
- Scritto da: William Bruckner

### Trama
- Guest star: Jim Boles (Pete), Lewis Charles (Wetzell), Ron Starr (Jamie Boy Briggs), Susan Seaforth Hayes (Holly Burnside), Dennis Hopper (Dev Farnum)

## The Pressure Game
- Prima televisiva: 10 maggio 1964
- Diretto da: Tay Garnett
- Scritto da: Don Tait

### Trama
- Guest star: Joan Blondell (Lillian "zia Lil" Manfred), Robert Karnes (Jeff Bonner), Guy Williams (Will Cartwright), Katie Sweet (Peggy Dayton), Bern Hoffman (Sam the Bartender), Dee Carroll (cittadina), Charles Bateman (Rick Bonner), Kathie Browne (Laura Dayton)

## Triangle
- Prima televisiva: 17 maggio 1964
- Diretto da: Tay Garnett
- Scritto da: Frank Cleaver

### Trama
- Guest star: Katie Sweet (Peggy Dayton), Grandon Rhodes (dottore), Guy Williams (Will Cartwright), Henry Wills, Kathie Browne (Laura Dayton)

## Walter and the Outlaws
- Prima televisiva: 24 maggio 1964
- Diretto da: Ralph E. Black
- Scritto da: Lois Hire

### Trama
- Guest star: James Luisi (Willard), Steve Brodie (Macy), Vic Werber (Teague), Arthur Hunnicutt (Obie)